# Lake Natron
Lake Natron er en sodasø i Tanzania, i Great Rift Valley i Østafrika. Den er omgivet af stejle skråninger og vulkanske bjerge, hvor en vulkan er aktiv – Ol Doinyo Lengai. Søen er den eneste ordentlige yngleplads for den lille flamingo (Phoenicopterus minor) i Østafrika, med omkring 2,5 millioner individer. Søen er 56 km lang og 24 km bred, og indeholder aflejringer af salt, soda (natron), og magnesiumcarbonat, der giver søen et  pH på mellem 9 og 10,5.